# Кукушани
Кукушани (на гръцки: Κιλκισιώτες, килкисиотес) са жителите на град Кукуш, на гръцки Килкис, Егейска Македония, Гърция. Това е списък на най-известните от тях.

## Родени в Кукуш
А — Б — В — Г — Д —
Е — Ж — З — И — Й —
К — Л — М — Н — О —
П — Р — С — Т — У —
Ф — Х — Ц — Ч — Ш —
Щ — Ю — Я

### А
- Александър Владиков (1874 – 1942), български фотограф
- Александър Стаменов (1905 – 1971), български художник
- Александър Станишев (1886 – 1945), български лекар и политик
- Ана Чупаригова, българска просветна деятелка. Завършва Солунската девическа гимназия с випуск XVIII, 1909.[1] През учебната 1911/1912 година е учителка в кукушкото трикласно училищe.[2]
- Анго Попов, български общественик и търговец
- Андон Василев Андонов (поп Антоний) (1912 – 26 октомври 1944), български духовник
- Андон Кушувалиев (1877 – ?), български революционер
- Андон Попов (1888 – 1925), български революционер
- Антон Христов Гугушев (1905 – ?), български лекар[3]
- Арап Нако Станишев (1823 – 1886), български предприемач и общественик
- Аспарух Измирлиев (1881 – ?), български революционер
- Аспарух Чичеклиев (1899 – 1967), български общественик, един от основателите на читалище „Гоце Делчев“ в София,[4] приятел на Христо Смирненски[5]
- Атанас Г. Ангелов (1863 – 1952), български революционер
- Атанас Гърков (? – 1863), български възрожденски общественик
- Атанас Хаджиниколов (1891 – 1953), български революционер
- Атанас Христов Бърдаров, български революционер, деец на ВМОРО от 1898 година[6]
- Атанас Калибацев (1887 – ?), български революционер
- Атанас Яранов (1878 – 1964), български стопански историк

### Б
- Благой Нанов Даков (1904 – ?), български преводач
- Благой Милушев (1906 – ?), изобретател и рационализатор в областта на мебелното производство
- Борис Аблев (Аблов, 1876 - след 1943), български революционер и македоно-одрински опълченец четата на Гоце Междуречки, Сборна партизанска рота на МОО[7]
- Божия Христова Бърдарова, българска просветна деятелка, българска учителка в Солун,[8] сестра на Гоце Бърдаров и Мицо Бърдаров[9]
- Божия Чичеклиева, българска просветна деятелка, завършила Солунската гимназия с випуск XX (1911),[10] учителка в Кукуш (1911/1912).[11]

### В
- Вангел Андонов (1897 – 1922), деец на ВМРО, убит през ноември 1922 година от органи на полицията при конфликта на ВМРО с правителството на БЗНС.[12]
- Ванчо Ларев, български революционер, четник на Кръсто Лазаров в 1914 година[13]
- Васил Гърков (1880 – 1962), български революционер от ВМОРО
- Василиос Фтенакис (р. 1937), гръцки педагог, психолог и антрополог
- Васил Запрев (? – 1928), български революционер от ВМРО
- Велика Железарова-Хаджистоянова (1886 - ?) българска просветна деятелка
- Вера Куслева, българска просветна деятелка. Завършила Солунската гимназия с випуск XIX (1910),[14] учителка в Гевгели (1912/1913).[15]
- Вера Танчева, българска просветна деятелка. Завършила Солунската гимназия с випуск XVII (1908),[16] учителка в Кукуш (1911/1912).[17]

### Г
- Георги Атанасов Станишев (1882 – след 1943), български революционер
- Георги Влахов (1867 – ?), деец на ВМОК
- Георги Георгиев, интербригадист[18]
- Георги Думчев (1881 – 1906), български революционер
- Георги Дупков (1880 – ?), български революционер
- Георги Т. Златаров, крупен български търговец
- Георги Д. Хаджисерков или Серков, български взаимен учител през 60-те години, в 1869 името му е сред дарителите на средства за откриването на народно читалище.[19][20]
- Георги Хаджиделев (1894 – 1925), български революционер
- Георги Мазнов (1869 – 1912), български революционер
- Георги Самаров (Γεώργιος Σαμαράς, Георгиос Самарас), гръцки революционер, агент на гръцката пропаганда от III рек[21]
- Георги Тишинов (1860 – 1904), български общественик[22]
- Георги Тишинов (1902 – 1966), български лекар и поет
- Георги Тютюнджиев (1840 – 1894), син на Ичо Тютюнджиев, съпруг на Рушка Арапнакова Станишева. Търгува с дробен тютюн, заинтересован много от училищните и църковните работи, приятел с Димитър Миладинов, Кузман Шапкарев и Райко Жинзифов.[23]
- Георги Узунов (1898 – 1932), български революционер от ВМРО
- Георги Христов Джибрилов, български духовник
- Георги Димитров Чолев (1897 – ?), български общественик, запасен офицер[24] и юрист, в 1923 година завършил право в Софийския университет[25]
- Глигор Кьосев (1874 – след 1943), български революционер
- Гоце Бояджиев (? – 1903), български революционер
- Георги (Гоце) Бърдаров (1872 – 1919), български военен деец
- Гоце Гулев (1880 – 1953), български търговец, собственик на трикотажна фабрика в София[26]
- Гоце Гърков (1886 – 1961), български революционер от ВМОРО
- Гоце Делчев (1872 – 1903), български революционер и национален герой
- Гоце Делииванов, български учител
- Гоце Икономов (1876 – ?), български революционер
- Гоце Имов (1870 – 1961), български революционер
- Гоце Китин, български революционер, четник на Михаил Герджиков в Кукушко[27]
- Гоце Серков (1882 – 1946), български революционер, деец на ВМРО[28]
- Гоце Стойков Карчев (1873 – след 1943), български революционер
- Гоце Тишин, български революционер от ВМОРО. македоно-одрински опълченец
- Гоце Иванов Червениванов (1874 или 1878 – след 1943), български революционер

### Д
- Дане Колев, български революционер, четник на Кръсто Лазаров в 1914 година[13]
- Деспина Хараламбиду (р. 1959), гръцки политик
- Димитър Влахов (1878 – 1953), български революционер, публицист и политик, приел по-късно македонизма
- Димитър Златаров, крупен български търговец в Кукуш и Солун
- Димитър Кушевалиев, български офицер, подполковник, деец на Тайните офицерски братства
- Дончо Джангалозов (? – 1903), български революционер
- Димитрис Маркос (р. 1971), гръцки футболист
- Димитър Бальозов (1908 – ?), български учен
- Димитър Гълъбов (? – 1908), български революционер
- Димитър Делчев (Мицо) (1879 – 1901), български революционер
- Димитър (Мицо) Икономов (1878 – ?), български революционер и стоматолог
- Димитър Кушевалиев (1866 – ?), български военен и революционер
- Димитър Измирлиев (около 1866 – 1943), български общественик и революционер
- Димитър Станишев (1906 – 1995), български учен, анатом
- Димитър Тенчев, български стоматолог и революционер
- Димитър Шопов, български общественик
- Димитър Георгиев Ярцев (1895 – 1936), български военен деец[26]
- Дино Айолов (1869 - след 1943), български революционер от ВМОРО
- Дино Андонов (1879 - след 1943), български революционер от ВМОРО
- Дино Балтов, български революционер
- Дино Кьосев (1901 – 1977), български журналист и обществен деец
- Дино Ральов, български революционер от ВМОРО
- Дионис Янишлиев (1841 - 1916), български възрожденец
- Дионисий Кандиларов (1876 – ?), български учител и революционер
- Дончо Калъчев, български революционер, четник на Ичко Димитров в 1912 г.[29]

### Е
- Екатерина Архимандритова, българска просветна деятелка
- Екатерина Гъркова, българска просветна деятелка. Завършва Солунската гимназия с випуск XVIII, 1909.[16] През учебната 1911/1912 година е учителка в Кукуш.[30]
- Екатерина Паница (1884 – 1967), българска просветна деятелка, съпруга на Тодор Паница.
- Елена Басмаджиева, българска просветна деятелка. Завършва Солунската девическа гимназия с випуск XVII, 1908.[31] През учебната 1911/1912 година е учителка в солунските основни училища.[32]
- Елисавета Тодорова, българска просветна деятелка. Завършва Солунската девическа гимназия с випуск XX, 1911.[33] През учебната 1912/1913 година е учителка в Кукуш.[34]

### И
- Иван Атанасов, български опълченец, редник, V опълченска дружина, I рота, постъпил на 13 май 1877 г., убит на 28 декември 1877 г.[35][36]
- Иван Бараков – Тарас Булба, български революционер[37]
- Иван Джинов (1869 – ?), български революционер
- Иван Дойранлията, гръцки революционер
- Иван Икилюлев (? – 1916), български анархист, участник в Атентата в Градското казино срещу цар Фердинанд I
- Иван (Вано) Икономов (1881 – 1938), български революционер и инженер
- Иван Ковачев (1877 – след 1943), български революционер
- Иван Кълев – Жабата, български революционер от ВМОРО[38]
- Иван Манолев (1871 – 1930), български учител и революционер
- Иван Палазов (1892 – 1970), български военен и поет
- Иван Петров Ташканов, установил се в Солун, член на Солунската българска община, избран от 1873 до 1876 г., кундурджия.[39]
- Иван Хаджиниколов (1861 – 1934), български революционер
- Иван Христов Русинов (1869 – ?), български революционер
- Иван Чакмаков (1866 – 1931), български свещеник и революционер
- Иван Антонов Палаузов (24 ноември 1898 – ?), български революционер, деец на ВМРО[40]
- Илия Петров Панов/Понов – Кукуш (1892 – 1982), български революционер, деец на ВМРО и комунист

### Й
- Йоанис Аманатидис (р. 1961), гръцки политик

### К
- Кара Георги Димов, български адвокат и общественик
- Кирил Влахов (1907 – ?), български лекар
- Кирил Данилчев (Данилчин), български търговец, участник в Македоно-одринското опълчение,[41] участник в обединителния конгрес на Македонската федеративна организация и Съюза на македонските емигрантски организации от януари 1923 година.[42] Брат на Славка и Екатерина Данилчеви, завършили Солунската гимназия, учителки.
- Киро Петров (? – 1925), български революционер, анархокомунист
- Кирил Хаджипопов, български общественик, председател на Кукушката секция на Македонското културно-просветно дружество „Гоце Делчев“ в София към 1974 година[43]
- Кольо Трайков, български революционер от ВМОРО, четник на Кимон Георгиев[44]
- Константин Станишев (1840 – 1900), български просветен и обществен деец
- Константин Станишев (1877 – 1957), български лекар, политик и обществен деец
- Константинос Триаридис (1937 – 2012), гръцки политик
- Коста Терзиев (1872 - 1947), български общественик и деец на Македонската федеративна организация
- Костадин Дупков, български възрожденски деец
- Костадин Попгутов, български възрожденски деец, участник в Първия църковно-народен събор
- Костадин Попнеделков (1877 – 1944), български революционер от ВМОРО
- Крум Кушувалиев, български революционер, четник на Кръсто Лазаров в 1914 година[13]
- Крум Христов (1906 – 1988), български журналист и дипломат

### Л
- Люба Икономова (Бичева) (1893 – 1978), българска учителка
- Любен Антонов, български фотограф, за отлична служба през Първата световна война награден с орден „Св. Александър“ [45]

### М
- Магдалина Хаджиделева, българска учителка
- Магдалина Тишинова (1876 – 1952), българска акушерка
- Манол Николев (Николчев[46], Николаев, вероятно Николов) (? – 26 май 1878), български опълченец, редник, V опълченска дружина, I рота, постъпил на 18 май 1877 г., ранен на 13 август, оздравял на 20 септември, ранен на 31 декември 1877 г., умрял на 26 май 1878 г.[47][48]
- Мара Георгиева Измирлиева (Мария Измирлиева Борисова) (1902 - ?), българска политическа деятелка, установява се в СССР в 1925 година, членка на ВКП (б) от 1931 година, арестувана в 1937 година и изпратена в лагер и на заточение до 1954 година[49]
- Мария Вангелова Маркова (1896 – 1971), българска революционерка, деятелка на ВМРО[50]
- Мария Делева, българска учителка и революционерка. Завършва Солунската гимназия с випуск XIII (1903)[51]
- Мария Димитрова Измирлиева, българска учителка
- Мария Зенгелекова (Зенгилекова), българска учителка и революционерка
- Мария Златарова, българска учителка. Дъщеря на един от братята кукушани Златарови[52] (Христо или Димитър), богатите солунски търговци. Завършила Солунската българска девическа гимназия с третия випуск (1889).[53] Учителка в Кукуш (1892/1893).[54]
- Мария Трайкова (1890 – ?), завършила история в Женевския университет в 1911 година[55]
- Мария Ярцова/Ярцева, българска просветна деятелка. Завършва Солунската българска девическа гимназия с випуск XIX, 1910 година.[56] Учителка в Гумендже през учебната 1911/1912 г.[57]
- Милан Делчев (1883 – 1903), български революционер
- Милан Манолев (? – 1925), български революционер
- Милан Стоилов (1891 – 1903), революционер, македонист
- Милан Танчев (1875 – след 1943), български революционер
- Милан Тодоров, български учител. Завършва Солунската българска мъжка гимназия с випуск XX, 1905 година, [58] учител (Кукуш, 1911/1912).[59]
- Милка Ковачева-Романова (1878 – след 1942), българска революционерка
- Милош Станишев (1865 – 1935), български юрист
- Милош Станишев (1891 – 1915), български офицер
- Митре Кушувалиев, виден търговец, арестуван през 1876 г. по обвинение в подготовка на бунт заедно с Гоце Тенчов и др.[60] В първите години след Освобождението на България дарява на Кукуш специална сграда за забавачница, в памет на покойния си син.[61] По данни на Петър Дървингов построява училище.[62]
- Мицо Андонов (1901 – 1983), български театрален деец
- Мицо Г. Станишев, български учител във взаимното училище, общественик
- Мицо Бърдаров (1877 или 1880 – ?), български революционер от ВМОРО
- Мицо Христов Пиргов (1870 – след 1943), български търговец, подпомогнал организирането на Солунските атентати[63]
- Мицо Сандъкчиев (1878 – 1901), български революционер от ВМОРО

### Н
- Надежда Коларова (1897 –  след 1943), българска учителка и просветна деятелка, през 1921 година завършила география в Софийския университет[64]
- Нако Станишев (около 1810 – 1875), български възрожденец, търговец, производител
- Нано Пандов, български просветен деец, учител в Гумендже в 1883 – 1885 година[65]
- Никола Иванов Балтов (1880 – ?),[66] български революционер, участник в сборната чета на Кръстьо Асенов.[67]
- Никола Бучков (1861 – 1899), български революционер
- Никола Влахов (1884 – 1965), български революционер, македоно-одрински опълченец
- Никола Гугушев, български художник
- Никола Гърков (? – 1908), български революционер
- Никола Гърков (? – след 1918), български оперен певец[68]
- Никола Деведжиев (1891 – ?), български печатар, комунист
- Никола Дзанев (1898 – 1925), български революционер
- Никола Делииванов (около 1840 – ?), български общественик, лекар в Русия
- Никола Дупков, български учител и революционер
- Никола Иванов, учи в Русия, след 1850 година заедно с Любен Каравелов и Нешо Бончев образуват кръжок и издават списание „Братски труд“ в четири броя[69]
- Никола Манолев, български революционер, османист, адвокат и учен
- Никола Мицев, български учител и революционер. В 1901 г. е учител в Моравци и по Солунската афера е осъден на 3 години затвор в окови.[70]
- Никола Станишев (1906 – 1963), български учен
- Никола Терзиев, български просветен деец. Завършва Солунската българска мъжка гимназия с двадесет и петия випуск (1911).[71] През учебната 1911/1912 година е учител в родния си град.[72]
- Никола Червениванов (1863 – 1939), български химик
- Никола Янев (1888 – 1921), български поет, писател и журналист
- Никос Вергос (1996 – ), гръцки футболист

### П
- Петруш Петров (? – ?), български търговец и предприемач.[73]
- Петруш Хр. Сарафов (1864 – 1943), български търговец и общественик, благодетел на ВМОРО,[74] женен за Анушка (Нушка) Шумкова[75]
- Петър Архондов (1892 – ?), български печатар и социалист, македоно-одрински опълченец
- Петър Гугушев (? – 1912), български революционер
- Петър Дървингов (1875 – 1958), български военен
- Петър Сакъов, обществен деец. Вероятно Петър Саков, завършил Солунската българска търговска гимназия, вип. 3, 1912 (Кандиларов), т.е. Петър Андонов Сакъов, роден 1894 или 1895.[76] В 1934 г. е избран за касиер на Кукушкото благотворително братство,[77] октомври 1944 г. е избран за член на настоятелството.[78]
- Петър Хаджиделев (1899 – ?), български комунист, македоно-одрински опълченец

### Р
- Райна Измирлиева (1884 – 1949), българска учителка и революционерка
- Радка Йосифова (1908 – 2012), преподавателка по музика и пеене в НАТФИЗ

### С
- Савас Цитуридис (1954 – ), гръцки политик, депутат от Нова демокрация
- Сакис Булас (1954 – 2014), гръцки певец и актьор
- Славка Даниилова (Данилчева) (1884 – ?), българска учителка.
- София Гъркова, българска учителка. Завършва Солунската гимназия  с деветнадеседия випуск (1910).[79] Учителка в Кукуш (1911/1912 и 1912/1913 учебна година).[80]
- Станиш Дельохаджиев (около 1883 – 1915), завършил с двадесет и петия випуск Солунската българска мъжка гимназия.[81] Запасен подпоручик, загинал през Първата световна война[82]
- Станиш Хаджихристов (1779 – 1852), български общественик
- Страхил Титиринов (1905 – 1961), български художник
- Султана Константинова Сарафова (? – 6 юли 1941), българска революционерка, деятелка на ВМОРО и Илинденската организация[83]

### Т
- Тено Гошев (1862 – ?), български революционер
- Тено П. Панайотов, български учител
- Тенчо Папукчиев (1880 – 1958), български униатски общественик, деец на Македонската католическа лига, починал в София[84]
- Теньо Червениванов (1870 – 1947), български революционер
- Тодор Чопов (1895 – 1935), български революционер, анархокомунист
- Тома Бучков (1898 – ?), български просветен деец
- Тома Измирлиев (1895 – 1935), български революционер
- Туше Балтов, български революционер
- Туше Влахов (1899 – 1981), български историк
- Туше Делииванов (1869 – 1950), български революционер
- Туше Иванов, български революционер от ВМОРО, четник на Гоце Междуречки[85]
- Туше Ковачев (? – 1942), български революционер
- Туше Скачков (1887 – 1922), български революционер, македоно-одрински опълченец
- Туше Танов – Учуменут, български революционер от ВМОРО, терорист[86]
- Туше Тишин, български революционер
- Туше Хаджизулфов (Хаджисулфов), помагач на Гемиджиите заедно с братята си Христо и Милан; съдържатели на кафене в Солун. След атентатите и тримата братя са осъдени и затворени, малолетният Милан Хаджизулфов умира в затвора. Христо и Туше оцеляват и след Междусъюзническата война се преселват в България.[87]
- Туше Чолев (1897 – 1922), деец на ВМРО, убит през ноември 1922 година от полицията в България[88]
- Туше Чопов (1897 – 1959), български революционер, син на Руша Делчева

### Ф
- Фания Сакъова, българска просветна деятелка. Завършва Солунската девическа гимназия с випуск XIX, 1910.[31] През учебната 1911/1912 година е учителка в солунскo основнo училищe.[32]

### Х
- Христо Бучков (1857 – 1913), български дипломат
- Христо Влахов (1871 – 1957), български революционер
- Христо Далчев (1872 – 1949), български общественик и просветен деец, депутат в Османския парламент
- Христо Делчев (1885 – 1927), революционер и брат на Гоце Делчев
- Христо Джинов (? – 1908), български революционер
- Христо Джорлев, български революционер
- Христо Златаров (1845 – след 1907), крупен български търговец в Кукуш и Солун
- Христо Куслев (1877 – 1943), български революционер
- Христо Смирненски (1898 – 1923), български поет
- Христо Станишев (1863 – 1952), български инженер, революционер и общественик
- Христо Стоилов (1897 – ?), български общественик, завършил с последния двадесет и седми випуск Солунската българска мъжка гимназия през 1913 година.[89] и в 1924 година право в Софийския университет[90]
- Христо Тенчев (1867 – ?), учител. Син на Тенчо Георгиев (1812 – 1884) и Марча Станишева (1825 – 1906).[91]
- Христо Тенчев (1872 – 1953), лекар. Син на Гоце Тенчов; внук на Тенчо Георгиев и Марча Станишева.[92]
- Христо Трайков (1900 – 1933), български политик, комунист
- Христо (Ичо) Тютюнджиев, български възрожденски общественик
- Христо Хаджидельов (? – 1901), български революционер
- Христо (Хаджи)зулфов[93] (Хаджисулфов[94]), помагач на Гемиджиите заедно с братята си Туше[94]  или Йордан[93] и Милан; съдържатели на кафене в Солун. След атентатите и тримата братя са осъдени и затворени, малолетният Милан Хаджизулфов умира в затвора,[94] Христо е осъден на пет години, а Йордан на три.[93] Христо е преселник в София. Дарител на сп. „Кукуш“ (1924).[95]
- Христо Хаджипанев, установил се в Солун, член на Солунската българска община, избран в 1879/80 г.[39]
- Христо Янков, български революционер

### Ц
- Цветана Станишева Арапнакова-Мирска (1890 – след 1950). Дъщеря на Станиш Арапнаков Станишев и Мария Арабаджиева.[96] Завършва стоматология в Нанси в 1912 година.[97] Завръща се в България и работи като зъболекарка. Членка е на Дружеството на българките с висше образование.[98] Женена за Петър Мирски, майка на Кръстьо Мирски.[99]

### Я
- Янаки (Наке) Влахов (1842 – 1923 г. София). „Добър и честен търговец“. Баща му Христо Перистеридес (Гълъбов) е от цинцарски произход, бежанец от разрушеното село Либилиста (Тесалия); в Кукуш цялата челяд се е побългарила. Янаки е женен за София (Цофя) Арапнакова Станишева (1845 – 1925). Баща на Георги, Христо, Мицо, Никола и Божия Влахови. Фамилията Гълъбов запазва само синът на някой д-р К. Влахов.[100]

## Македоно-одрински опълченци от Кукуш
- Андон (Антон) Ив. Андонов, 26 (28)-годишен, учител, ІІІ клас, Кукушка чета, Нестроева рота на 13 кукушка дружина[101]
- Андон Кушувалиев, 35-годишен, четата на Гоце Междуречки[102]
- Аспарух Железаров, 20 (26)-годишен, търговец, ІІІ клас, четата на Славчо Радоев, 2 рота на 13 кукушка дружина[103]
- Атанас М. Дупков, 30-годишен, обущар, IV клас, Кукушка чета, Нестроева рота на 13 кукушка дружина[104]
- Георги (Георге) Арабаджиев, 20-годишен, надничар, I клас, Кукушка чета, 3 рота на 14 воденска дружина[105]
- Георги (Гоце) Петрушев Турсунов (1871 - след 1943), бакалин, I клас образование, служил в Солунския доброволчески отряд и в 3-та рота на 15-а щипска дружина;[106] на 21 март 1943 година като жител на Пловдив подава молба за българска народна пенсия, която е е одобрена и пенсията е отпусната от Министерския съвет на Царство България[107]
- Георги (Гоце) Хаджиделев, 36 (45)-годишен, обущар, IV отделение, четата на Яне Сандански, нестроевата рота на 13-а кукушка дружина[108]
- Димитър Стойчев Арабаджиев, 24-годишен, дърводелец, II отделение, Солунски доброволчески отряд, 1 и Нестроева роти на 15 щипска дружина.[105] Носител на орден „За храброст“ IV степен от Първата световна война.[109]
- Дино Аблиов, 40-годишен, Инженерно-техническа част на МОО[110]
- Дино Скачков (1884 – 1912), четата на Гоце Междуречки, четата на Тодор Александров, убит на 21 (23) ноември 1912[111]
- Доне Ив. Андонов, 28-годишен, четата на Иван Ташев и Рума Делчева[112]
- Иван Андонов, 19-годишен, 2 рота на 6 охридска дружина[113]
- Иван Андонов, жител на София, Лазарет на МОО[113]
- Иван Антонов Палазов, 20-годишен, Сборна партизанска рота на МОО[114]
- Иван Танчев Бегинин, 33-годишен, Кукушка чета, 3 рота на 15 щипска дружина[115]
- Иван Хаджипанов, 24-годишен, учител, IV отделение, четата на Крум Пчелински, 4 рота на 13 кукушка дружина[116]
- Кирил Ангелов, 20-годишен, 4 рота на 3 солунска дружина, зидар, IV отделение, 1 рота на 3 солунска дружина, носител на орден „За храброст“ IV степен[117]
- Константин (Костадин) Антонов, 40-годишен, 3 рота на 7 кумановска дружина[118]
- Коста Червениванов, 23-годишен, от Кукуш, четата на Гоце Междуречки[119]
- Мария Яранова, съпруга на Атанас Яранов, Лазарет на МОО[120]
- Мицо Ангелов, 21 (25)-годишен, земеделец, IV отделение, четата на Гоце Бърдаров, 4 рота на 14 воденска дружина, ранен[121]
- Никола Андонов, 33-годишен, тютюнджия, основно образование, 2 рота на 10 прилепска дружина[122]
- Стоилко (Стойко) Андонов, 22-годишен, работник, 4 рота на 3 солунска дружина, орден „За храброст“ IV степен[122]
- Тошо Бегинин, 15 щипска дружина[115]
- Туше Атанасов, 26-годишен, земеделец, надничар, ІІ отделение, Кукушка чета, 1 рота на 13 кукушка дружина, безследно изчезнал на 22 (25) юни 1913 г.[123]
- Туше (Тушо) Янакиев (Накев) Влахов, 27-годишен, жител на Солун, шивач, Ι клас, четата на Гоце Бърдаров, 3-та рота на 15-а щипска дружина[124]
- Христо (Ицо) Алтънов, 24-годишен, зидар, ІІІ отделение, Кукушка чета, 3 рота на 14 воденска дружина[125]

## Починали в Кукуш
- Апостол Папаконстантину (1924 – 2009), гръцки духовник
- Васил Иванов Попов, български военен деец, подпоручик, загинал през Междусъюзническа война[126]
- Герасим Огнянов (1885 – 1912), български революционер
- Георги Иванов Аладжов (1884 – 1913), революционер от ВМОРО, четник при Александър Георгиев[127], загинал през Междусъюзническа война[128]
- Елисавета Миладинова-Шапкарева (около 1846 – 1870)
- Иван Илиев Йорданов, български военен деец, подпоручик, загинал през Междусъюзническа война[129]
- Колчо Стайков Бръчков, български военен деец, подпоручик, загинал през Междусъюзническа война[130]
- Нако Станишев (около 1810 – 1875), български възрожденец, търговец, производител
- Рачо Дочев Джукинов, български военен деец, подпоручик, загинал през Междусъюзническа война[131]
- Фотий Пайотас (1870 – 1928), гръцки духовник, дойрански епископ от 1904 до 1912 година, след това епископ на новата гръцка Поленинско-Кукушка епархия до смъртта си

## Свързани с Кукуш
- Атанас Кушували, български търговец и общественик, сподвижник на Нако С. Станишев
- Доне Митров, български революционер, учител и член на околийския комитет на ВМОРО в Кукуш през 1904 година.[132]
- Константинка Калайджиева (р. 1921), българска филоложка и библиотечна деятелка, по произход от Кукуш
- Христо Георгиев Христов (р. 1962), диригент, по произход от Кукуш